# Kiss Symphony: Alive IV
Kiss Symphony: Alive IV е шести концертен албум на американската рок група Kiss. Издаден е на 22 юли 2003 г. от Sanctuary Records.

## Обща информация
В албума участват трима от оригиналните членове на Kiss (Питър Крис, Пол Стенли и Джийн Симънс). Ейс Фрели отново напуска групата и за първи път е включен новия член Томи Тайър, облечен като „космическия човек“. Това е последният албум, в който взима участие Питър Крис (който официално ще напусне групата през 2004 г., за да бъде заменен от Ерик Сингър).
През 2000 г. Kiss трябва да издаде оригиналния „Alive IV“ (с участието на оригиналния състав), но поради политика на лейбъла и договори, това не се случва. Групата след това се премества от Universal / Island в Sanctuary Music и те издават „Alive IV – Kiss Symphony“. Оригиналният албум „Alive IV“ обаче е пуснат, когато групата издава бокс сет от всички албуми „Alive“, наречен „Kiss Alive! 1975 – 2000“ през 2006 г. Албумът не се нарича „Alive IV“, а „ALIVE: The Millennium Concert“.
Членовете на Симфоничния оркестър в Мелбърн, които акомпанират на Kiss по време на този концерт, носят Kiss гримове. За разлика от предишните „Alive“ версии, песните в албума се появяват в реда, в който са изпълнени, като концертът е разделен на три части.

## Състав
- Пол Стенли – вокали, ритъм китара
- Джийн Симънс – бас, вокали
- Питър Крис – барабани, вокали в „Beth“

### Допълнителен персонал
- Томи Тайър – соло китара, беквокали
- Симфоничния оркестър в Мелбърн

## Песни

### Диск 1
Част 1 – Kiss
| №  | Име                      | Време |
| -- | ------------------------ | ----- |
| 1. | Deuce                    | 4:14  |
| 2. | Strutter                 | 3:22  |
| 3. | Let Me Go, Rock 'n' Roll | 6:09  |
| 4. | Lick It Up               | 4:13  |
| 5. | Calling Dr. Love         | 3:30  |
| 6. | Psycho Circus            | 5:13  |

Част 2 – Kiss със Симфоничния оркестър в Мелбърн
| №   | Име                 | Време |
| --- | ------------------- | ----- |
| 7.  | Beth                | 3:41  |
| 8.  | Forever             | 3:50  |
| 9.  | Goin' Blind         | 3:38  |
| 10. | Sure Know Something | 4:20  |
| 11. | Shandi              | 3:39  |

### Диск 2
Част 3 – Kiss със Симфоничния оркестър в Мелбърн
| №   | Име                                            | Време |
| --- | ---------------------------------------------- | ----- |
| 12. | Detroit Rock City                              | 4:43  |
| 13. | King of the Night Time World                   | 3:30  |
| 14. | Do You Love Me?                                | 4:10  |
| 15. | Shout It Out Loud                              | 4:10  |
| 16. | God of Thunder                                 | 4:27  |
| 17. | Love Gun                                       | 4:26  |
| 18. | Black Diamond                                  | 7:11  |
| 19. | Great Expectations (с Австралийски детски хор) | 4:20  |
| 20. | I Was Made for Lovin' You                      | 5:00  |
| 21. | Rock and Roll All Nite                         | 7:20  |

## Позиции в класациите
Албум – ARIA (Австралия)
| Година | Класация  | Позиция |
| ------ | --------- | ------- |
| 2003   | Австралия | 14      |

Албум – Billboard 200 (САЩ)
| Година | Класация      | Позиция |
| ------ | ------------- | ------- |
| 2003   | Billboard 200 | 18      |